# Młodszy chorąży Służby Więziennej
Młodszy chorąży Służby Więziennej (mł. chor. SW) – stopień w Służbie Więziennej, odpowiednik stopnia młodszego chorążego w Siłach Zbrojnych RP.
Wzory dystynkcji młodszego chorążego SW zostały określone w rozporządzeniu ministra sprawiedliwości z dnia 7 lutego 2011 w sprawie umundurowania funkcjonariuszy Służby Więziennej.